# Bassurels
Bassurels è un comune francese di 54 abitanti situato nel dipartimento della Lozère nella regione dell'Occitania.
Il territorio comunale ospita le sorgenti del fiume Tarnon.

## Società

### Evoluzione demografica
Abitanti censiti